# Sarangbang sonnimgwa eomeoni

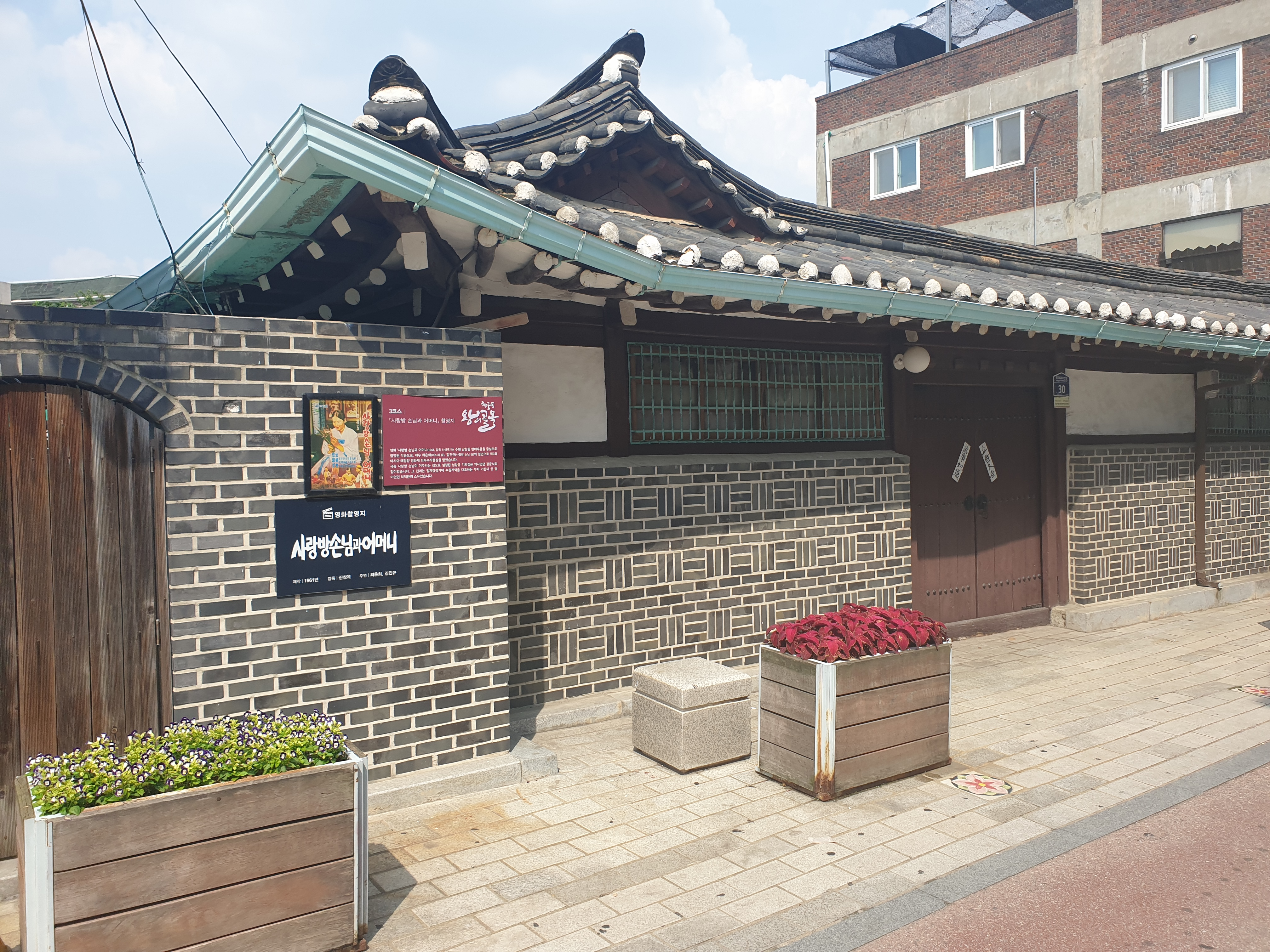
Locações de filmes

Sarangbang sonnimgwa eomeoni é um filme de drama sul-coreano de 1961 dirigido e escrito por Shin Sang-ok. Foi selecionado como representante da Coreia do Sul à edição do Oscar 1962, organizada pela Academia de Artes e Ciências Cinematográficas.

## Elenco
- Choi Eun-hee
- Jeon Yeong-seon
- Kim Jin-kyu
- Han Eun-jin
- Do Kum-bong